# Pictures at Eleven
Pictures at Eleven – pierwszy solowy album brytyjskiego wokalisty rockowego Roberta Planta, frontmana grupy Led Zeppelin, wydany w czerwcu 1982 roku. Album został wydany nakładem wytwórni Swan Song Records, nagrań dokonano w Rockfield Studios Monmuth. Płyta dotarła do 5. miejsca listy Billboard 200 w Stanach Zjednoczonych.

## Lista utworów
Strona A
1. "Burning Down One Side" – 3:55
2. "Moonlight in Samosa" – 3:58
3. "Pledge Pin" – 4:01
4. "Slow Dancer" – 7:43

Strona B
1. "Worse Than Detroit" – 5:55
2. "Fat Lip" – 5:05
3. "Like I've Never Been Gone" – 5:56
4. "Mystery Title" – 5:16

## Twórcy albumu
- Robert Plant - wokal prowadzący
- Robbie Blunt - gitara
- Jezz Woodroffe - instrumenty klawiszowe, syntezatory
- Phil Collins - perkusja (utwory 1-3, 5-6, 8-10)
- Cozy Powell - perkusja (utwory 4, 7)
- Paul Martinez - gitara basowa
- Raphael Ravenscroft - saksofon (utwór 3)